# Ів'янка
Ів'янка — річка в Україні. Права притока Тетерева (басейн Дніпра).
Довжина 34 км. Площа водозбірного басейну 333 км². Похил річки 2,2 м/км. Річкова долина трапецієподібна, завширшки 2,5 км, завглибшки 20 м, у середні та верхній течії місцями заболочена. Річище завширшки до 10 м. Використовується на сільськогосподарські потреби. Споруджено декілька ставків.
Ів'янка бере початок на висоті 248 м на схід від села Волиці. Тече спочатку на північний захід, далі на північ територією Андрушівського, Житомирського, Коростишівського районів Житомирської області. Впадає до Тетерева в межах села Харитонівки, неподалік від південно-західної околиці Коростишева.

## Притоки
Праві:
- Бродівка — річка у Волицькій сільській громаді. Бере початок у селі Корчмище. Тече переважно на північний захід через Степок і впадає в Ів'янку на південному сході від Івниці. Довжина — 10 км.[1][2][3]

- Грабівка — річка у Харитонівській та Станишівській сільських громадах. Бере початок на північному сході від Новоівницького. Тече переважно на північний захід і впадає в Ів'янку у Грабівці[4]

- Грабовець — річка у Харитонівській та Станишівській сільських громадах. Бере початок на південному сході від Осикового. Тече переважно на північний захід і впадає в Ів'янку у Грабівці.[5]

- Жерем'янка

Лві:
- Рівець